# Lewis Hine

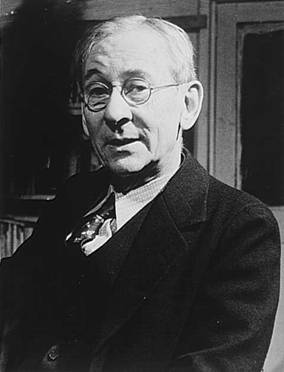
Lewis Hine

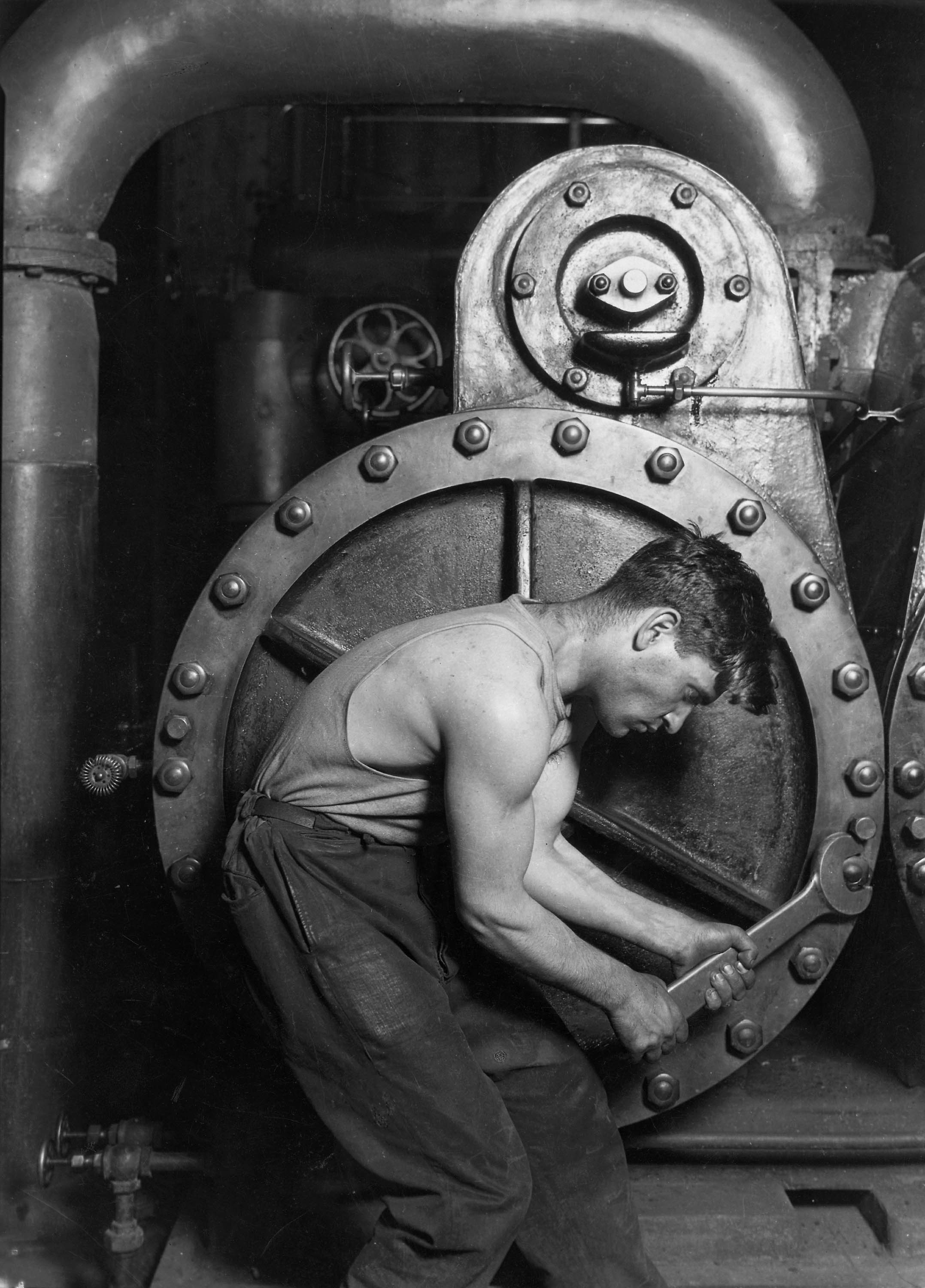
Power house mechanic working on steam pump, 1920

Lewis Wickes Hine (Oshkosh, 26 september 1874 - Hastings-on-Hudson (New York), 4 november 1940) was een Amerikaans fotograaf en socioloog. Hij geldt als een van de grondleggers van de moderne reportagejournalistiek en had in zijn werk veel aandacht voor sociale thema’s, in het bijzonder ook voor kinderarbeid.

## Leven en werk
Hines ouders hadden een klein restaurant. Zijn vader overleed in 1890 na een ongeval, net nadat hij de highschool afsloot. Voor Hine volgde een zware tijd. Als fabrieksarbeider moest hij het geld bij elkaar zien te verdienen voor zijn studie sociologie. In deze periode ontwikkelde hij een sterke sociale betrokkenheid.
Na zijn studie werd Hine leraar tekenen in New York en legde zich gaandeweg steeds meer toe op de fotografie. Als fotograaf was hij volledig autodidact: hij begon met fotograferen om ‘de wereld’ in zijn klas te halen, als ondersteuning bij zijn lessen. In 1908 nam hij ontslag als leraar en wijdde zich voortaan volledig aan de fotografie.
Hine zag het fotograferen als een wapen om misstanden aan de kaak te stellen (“laten zien wat gecorrigeerd moet worden”). Hij documenteerde uitgebreid de kinderarbeid zoals die in het begin van de twintigste eeuw nog veelvuldig voorkwam in de Verenigde Staten. Lange tijd was hij ook officieel fotograaf van het "National Child Labor Committee" (NCLC). Als zodanig droeg zijn werk ook daadwerkelijk bij aan de aanpassing van de wetgeving op kinderarbeid in Amerika.
Tijdens de Eerste Wereldoorlog maakte Hine op de Europese slagvelden foto’s voor het Rode Kruis. In de jaren twintig en dertig maakte hij diverse journalistieke fotoreportages, met name van arbeiders (“workportraits”) in de moderne industrie en hun woonomgeving in de stad, vanuit een “sociologisch perspectief”. Begin jaren dertig fotografeerde hij in opdracht de bouw van het Empire State Building, waarbij hij zich via een kraan in de juiste posities liet brengen.
Hine overleed in 1940 in een ziekenhuis, na een operatie, 66 jaar oud. De bijzondere kwaliteit van Hines werk werd feitelijk pas na zijn dood echt ontdekt. Diverse van zijn foto’s behoren inmiddels tot de bekendste van de vorige eeuw. Met name zijn foto Power house mechanic working on steam pump uit 1920 wordt nog steeds gebruikt, onder andere voor emblemen, maar ook zijn foto's van bouwvakkers op grote hoogte verschijnen nog met regelmaat op posters en in foto-overzichten uit die periode.

## Galerij

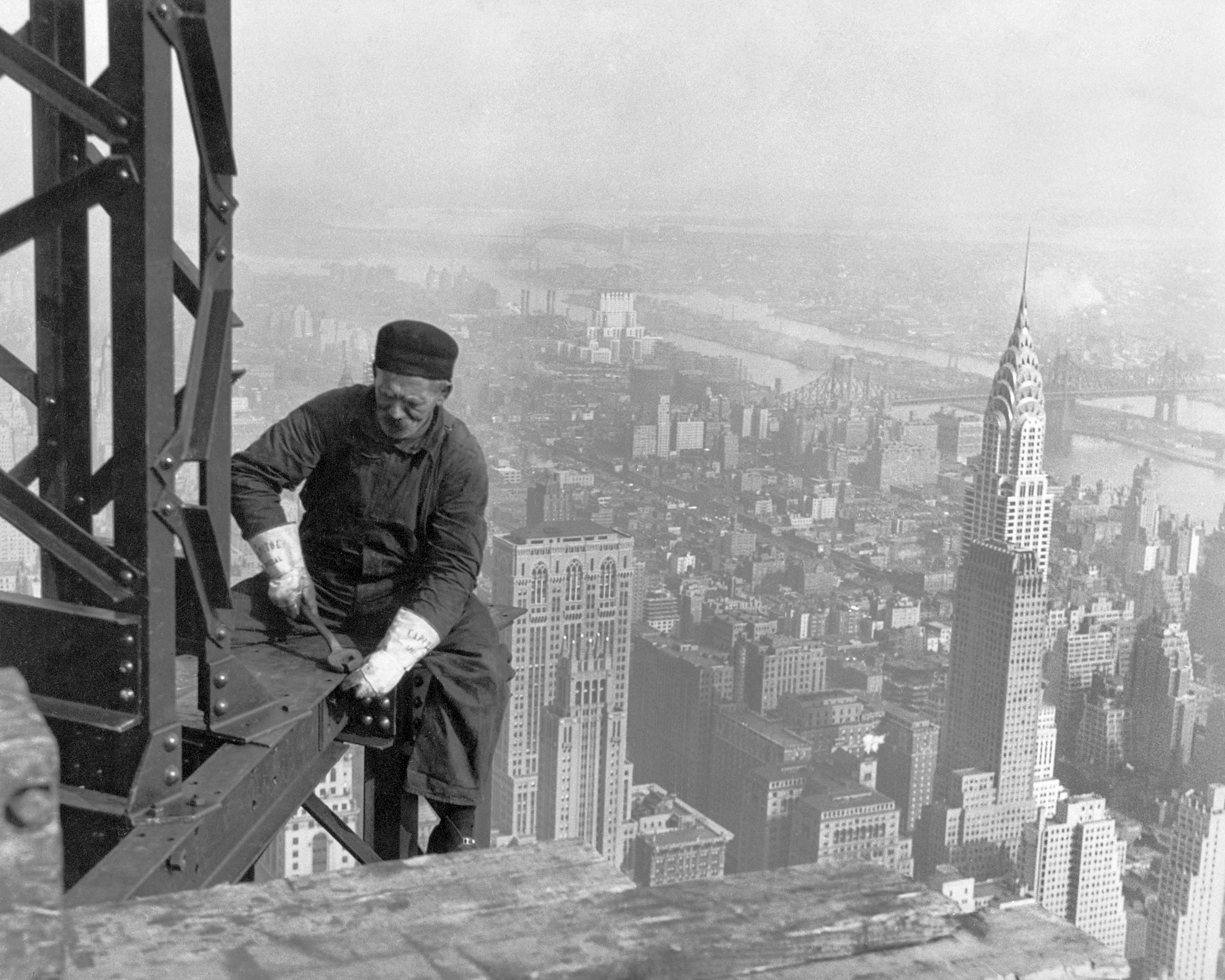
Oude arbeider bij de bouw van het Empire State Building
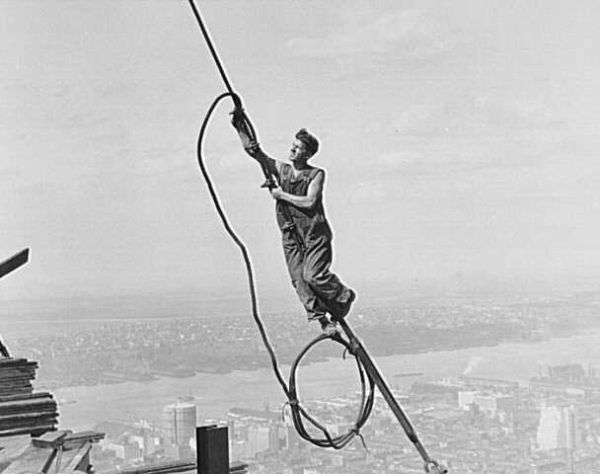
Arbeider bij de bouw van het Empire State Building
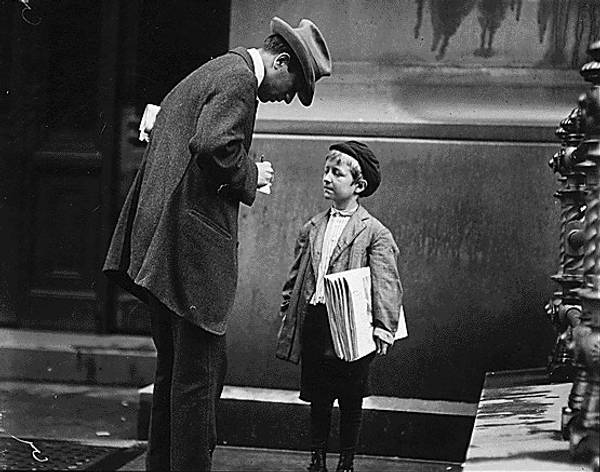
Krantenjongen
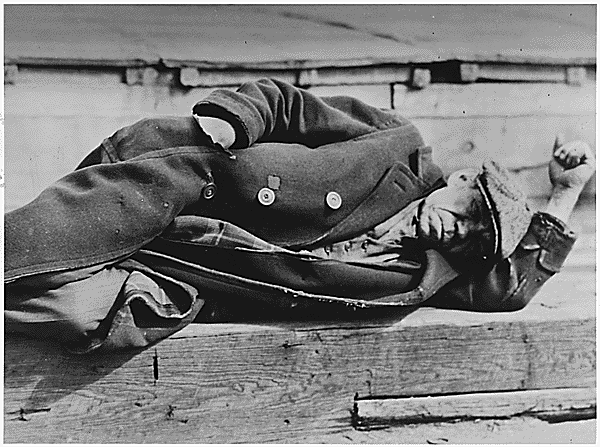
Down and out op de New York pier
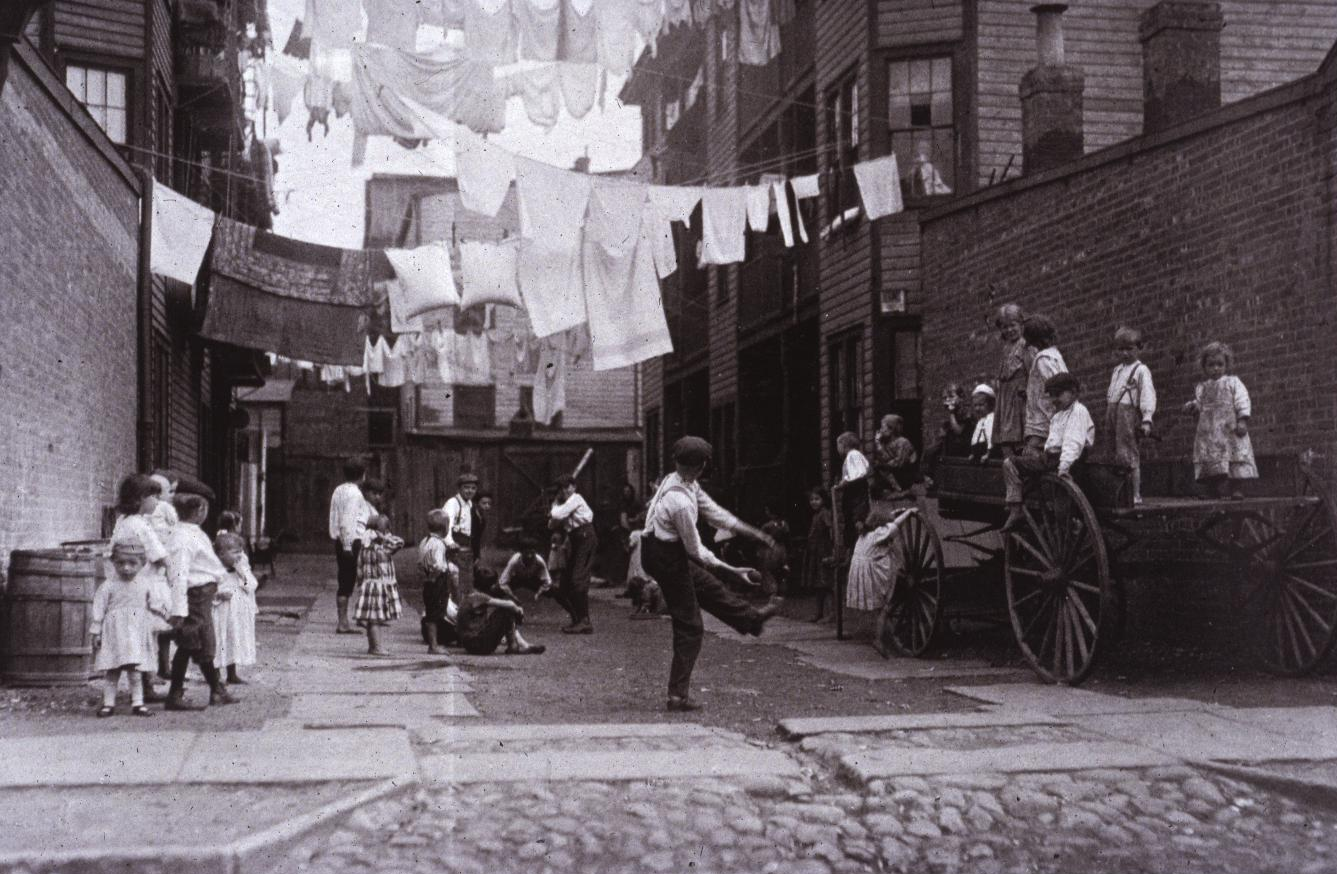
Speelplaats, Boston Alley, 1909
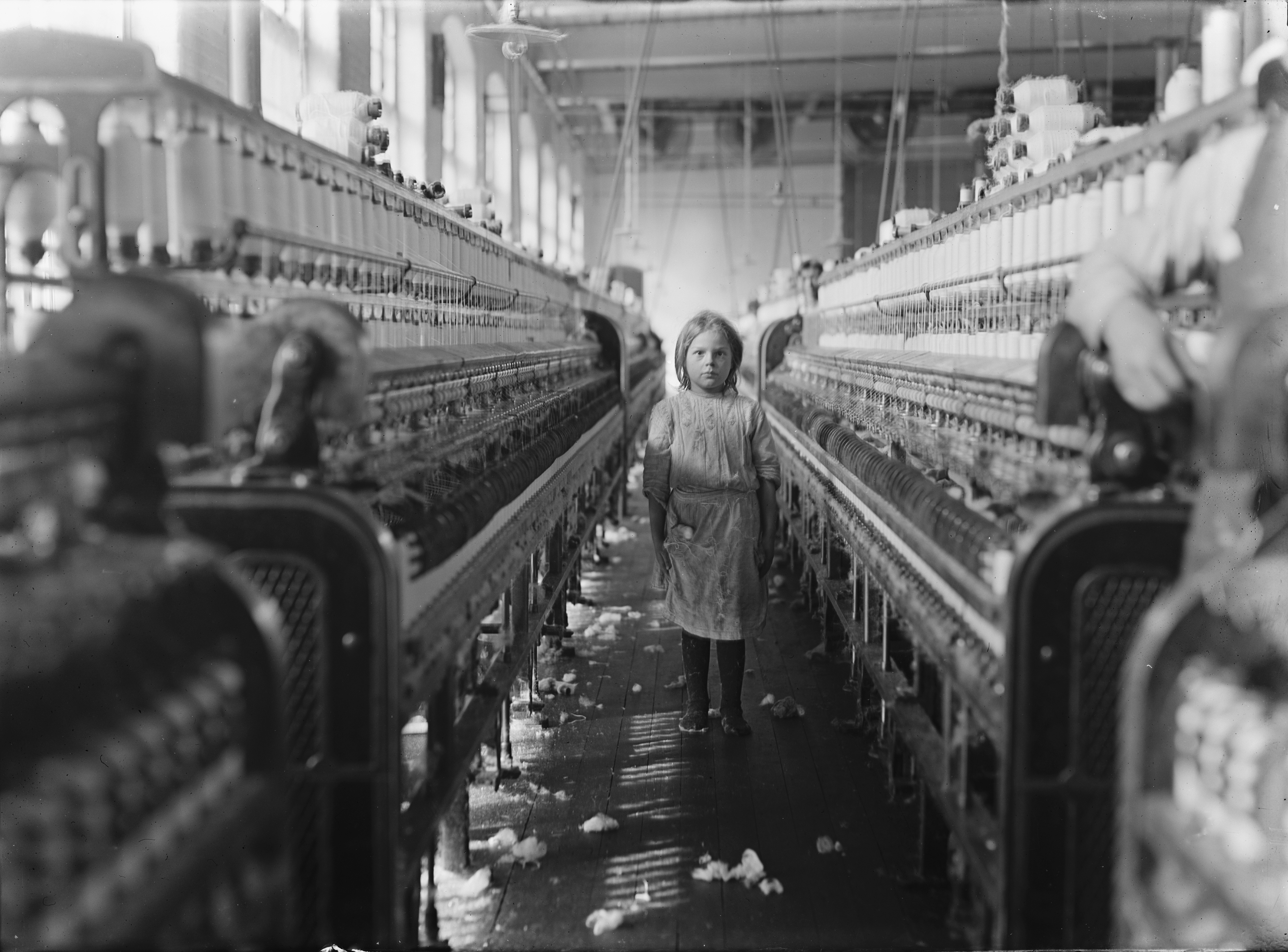
Kind in de spinnerij,1908
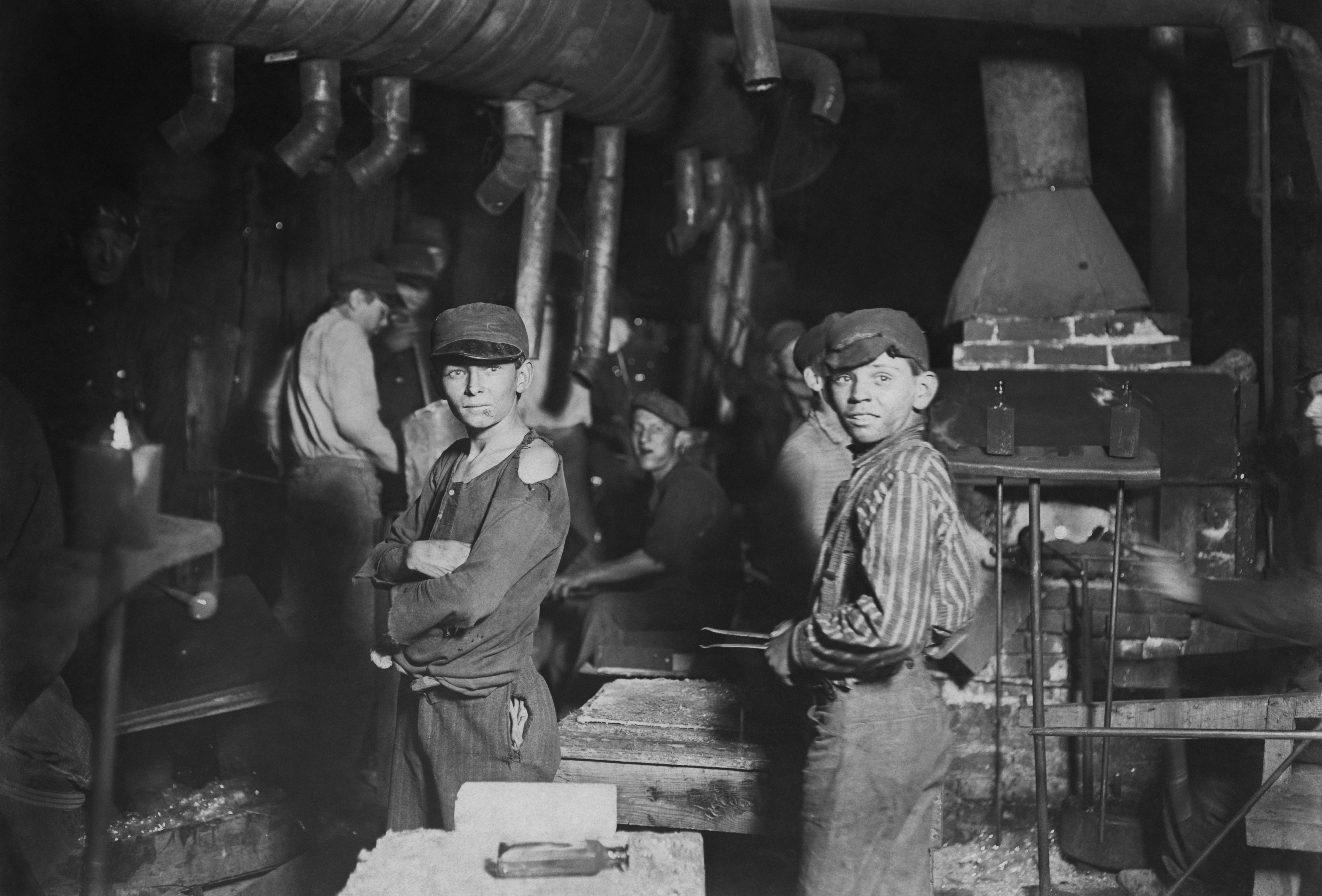
Kinderarbeid in een glasfabriek, Indiana, 1908
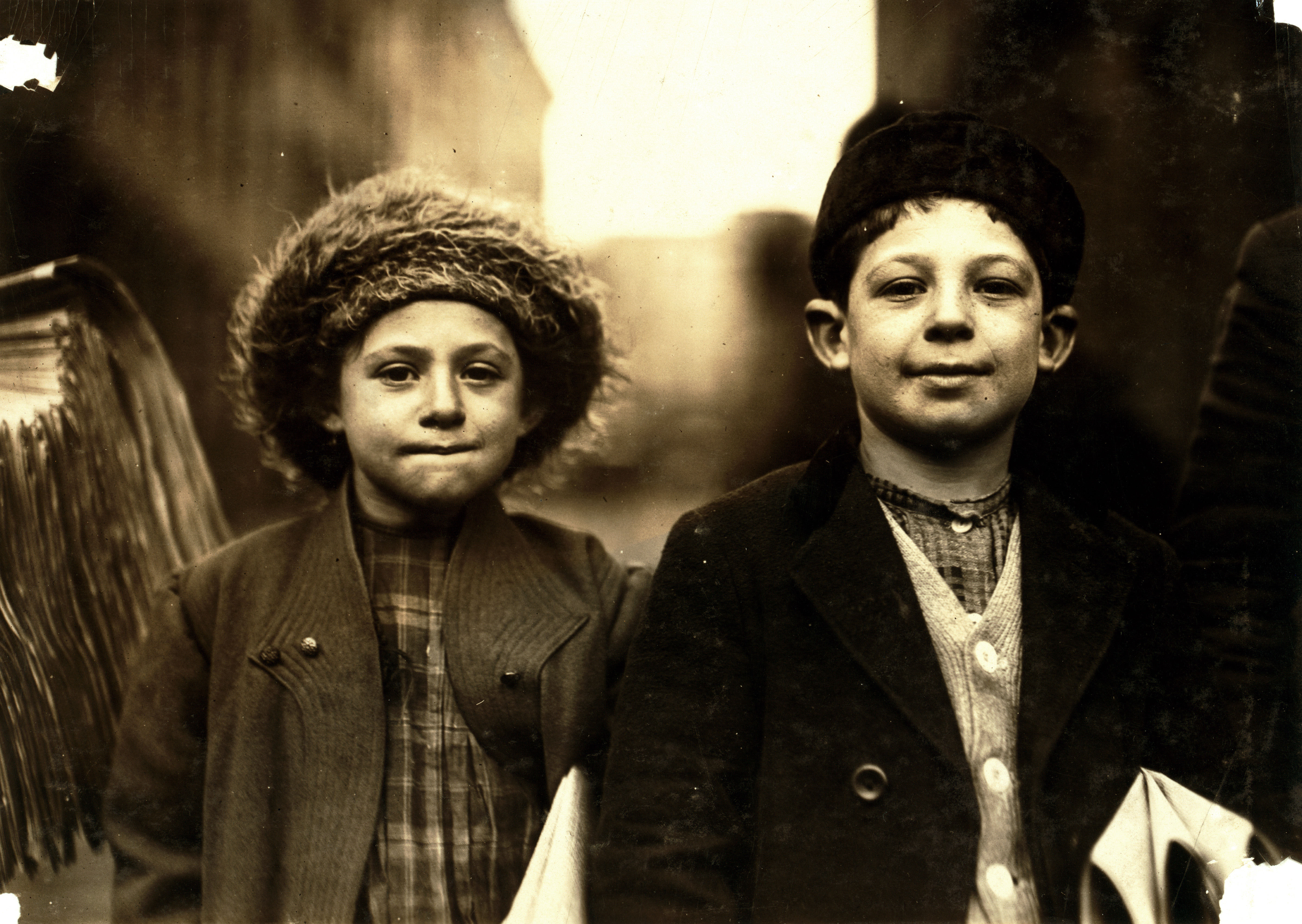
Joseph en Rosie, krantenjongens, 1909
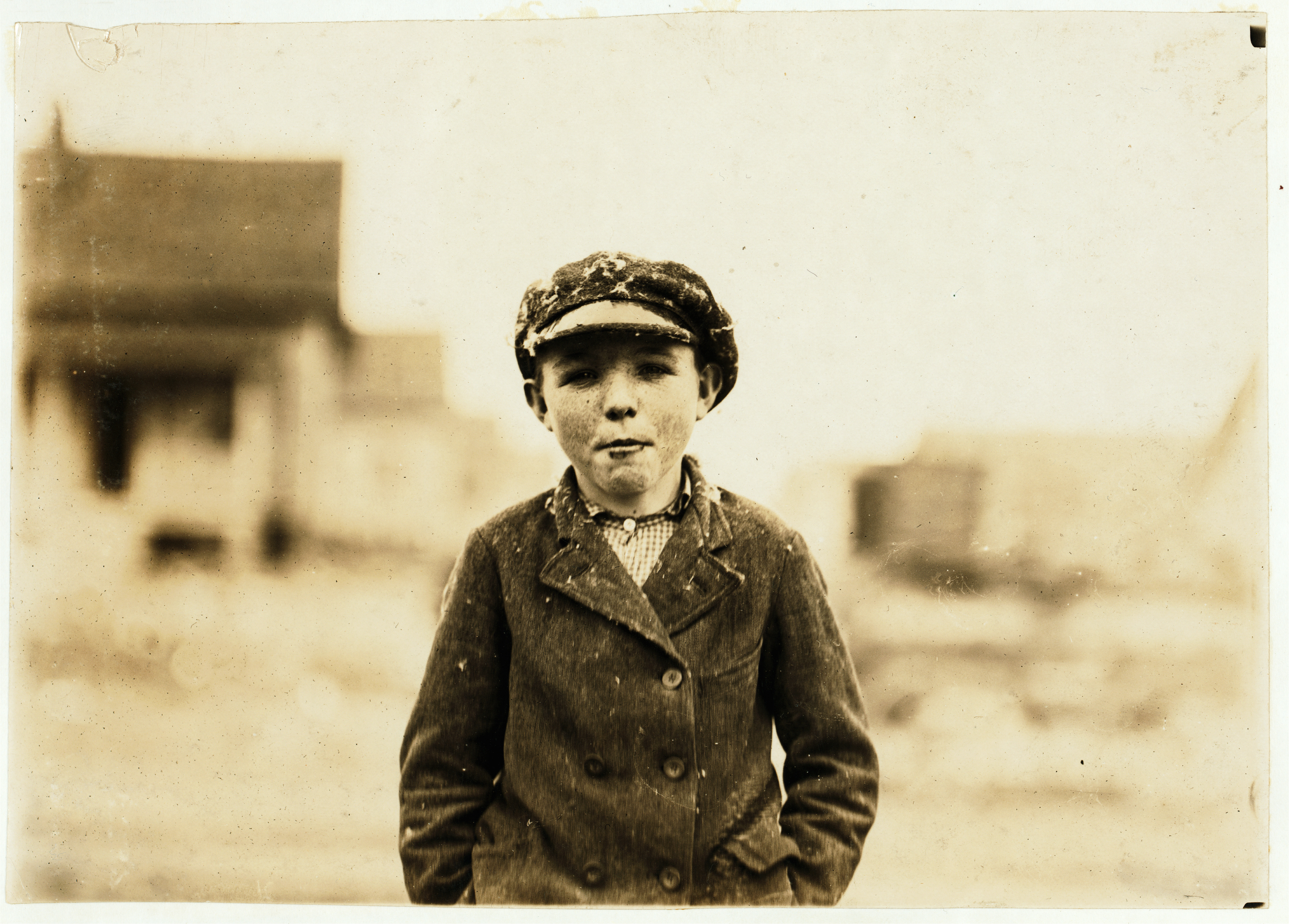
Jongen uit Loray Mill, 1908
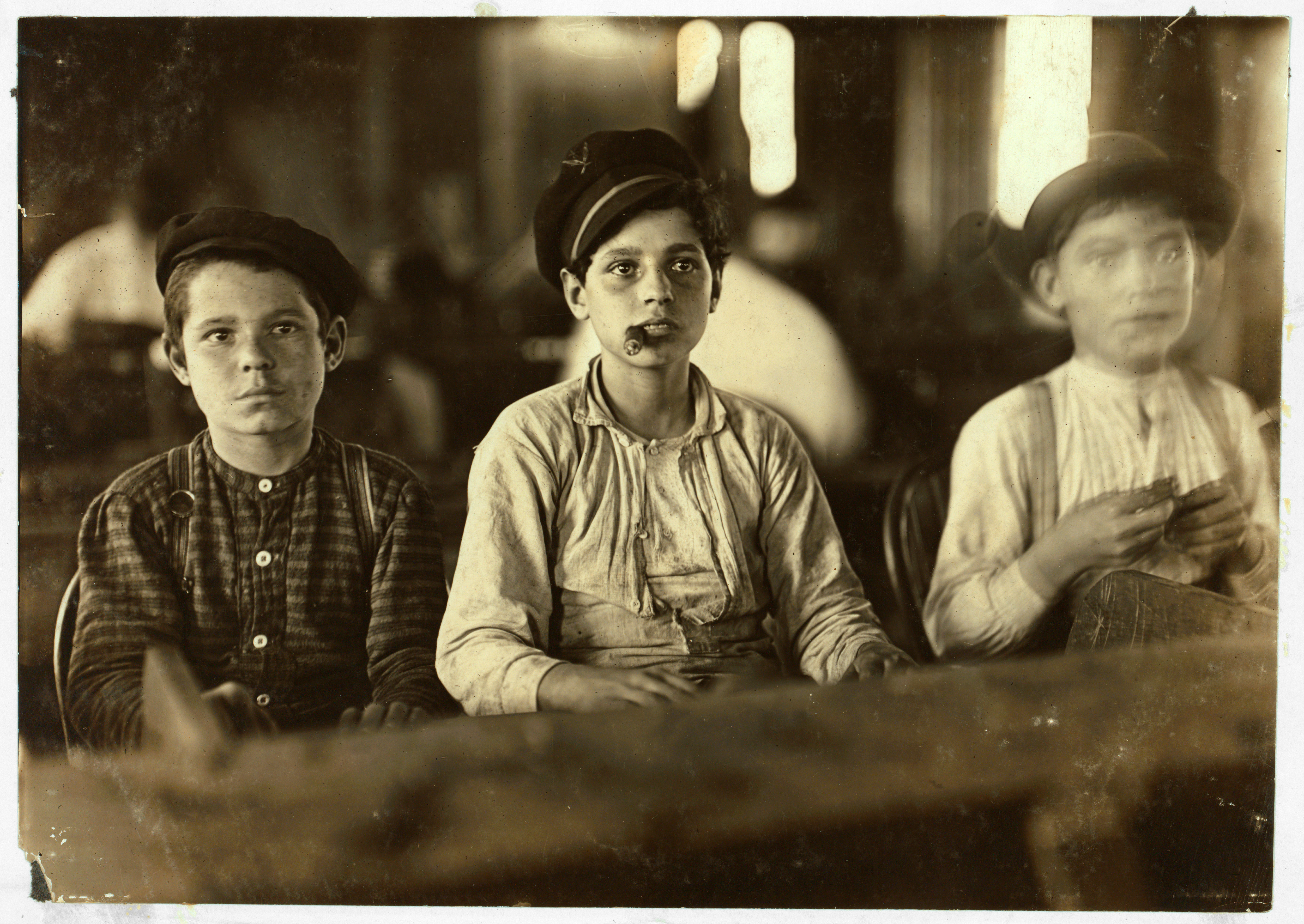
Sigarenmakers, 1909
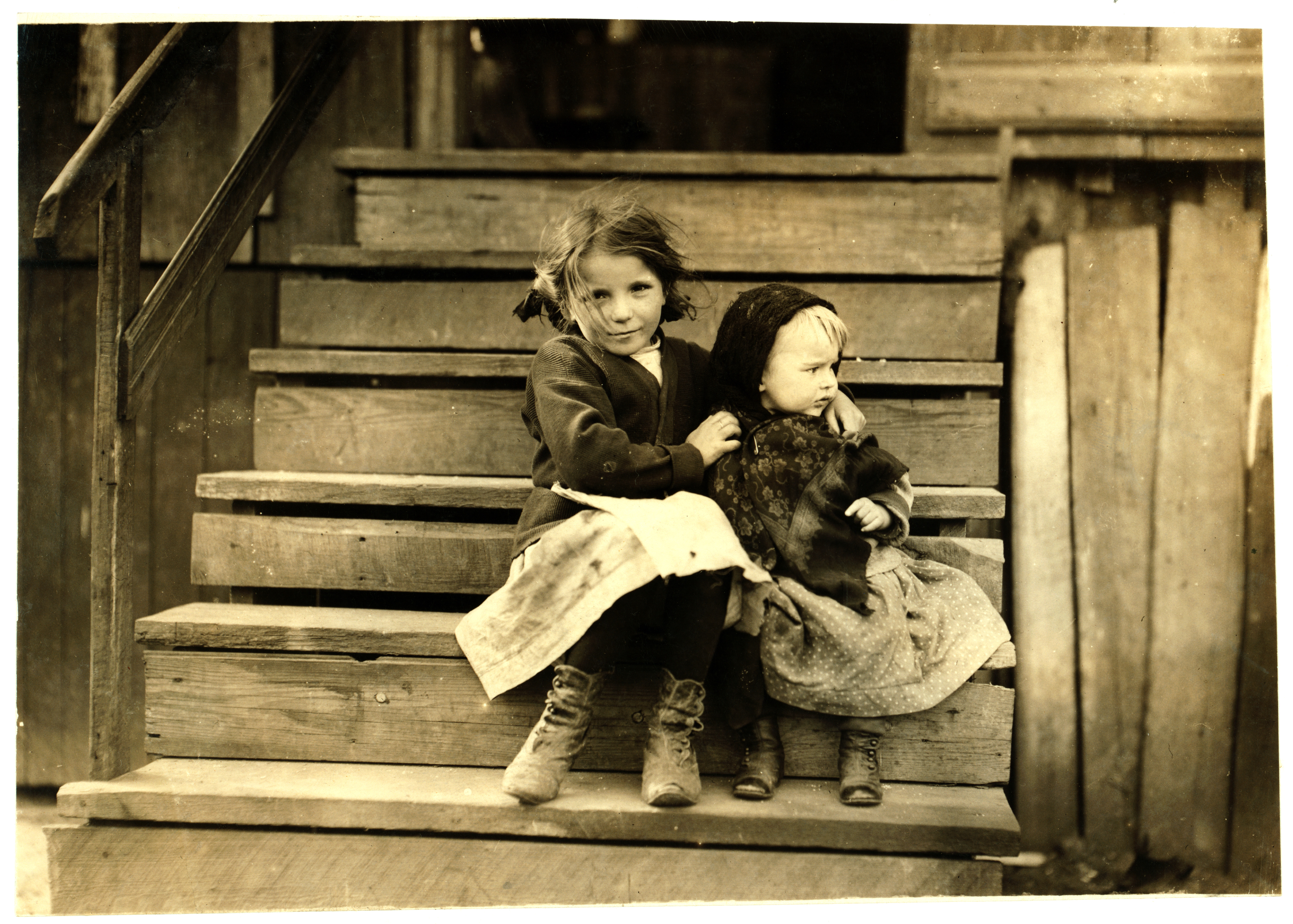
Julia houdt baby vast, Bayou La Batre, 1911
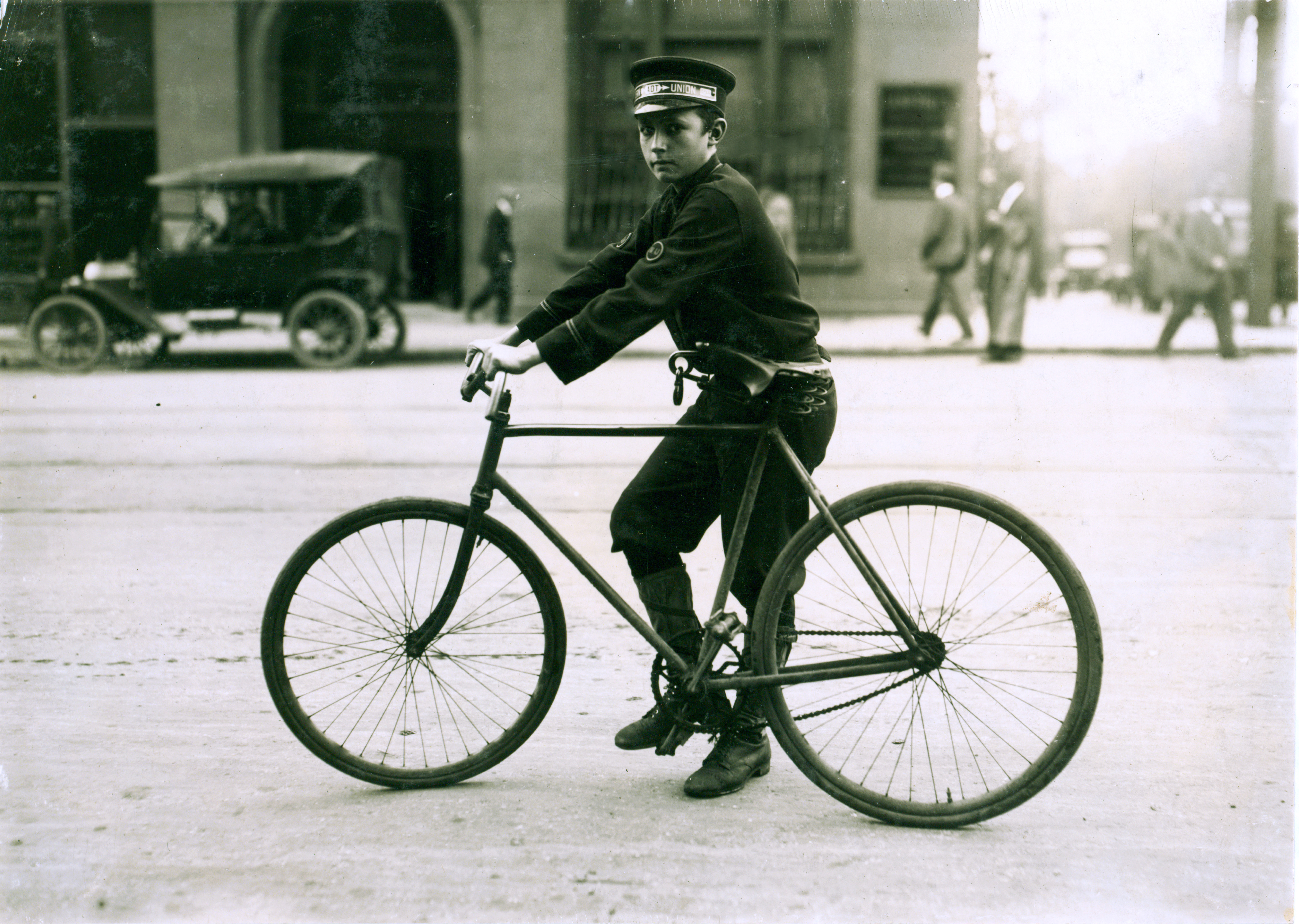
Boodschappenjongen op fiets, 1914
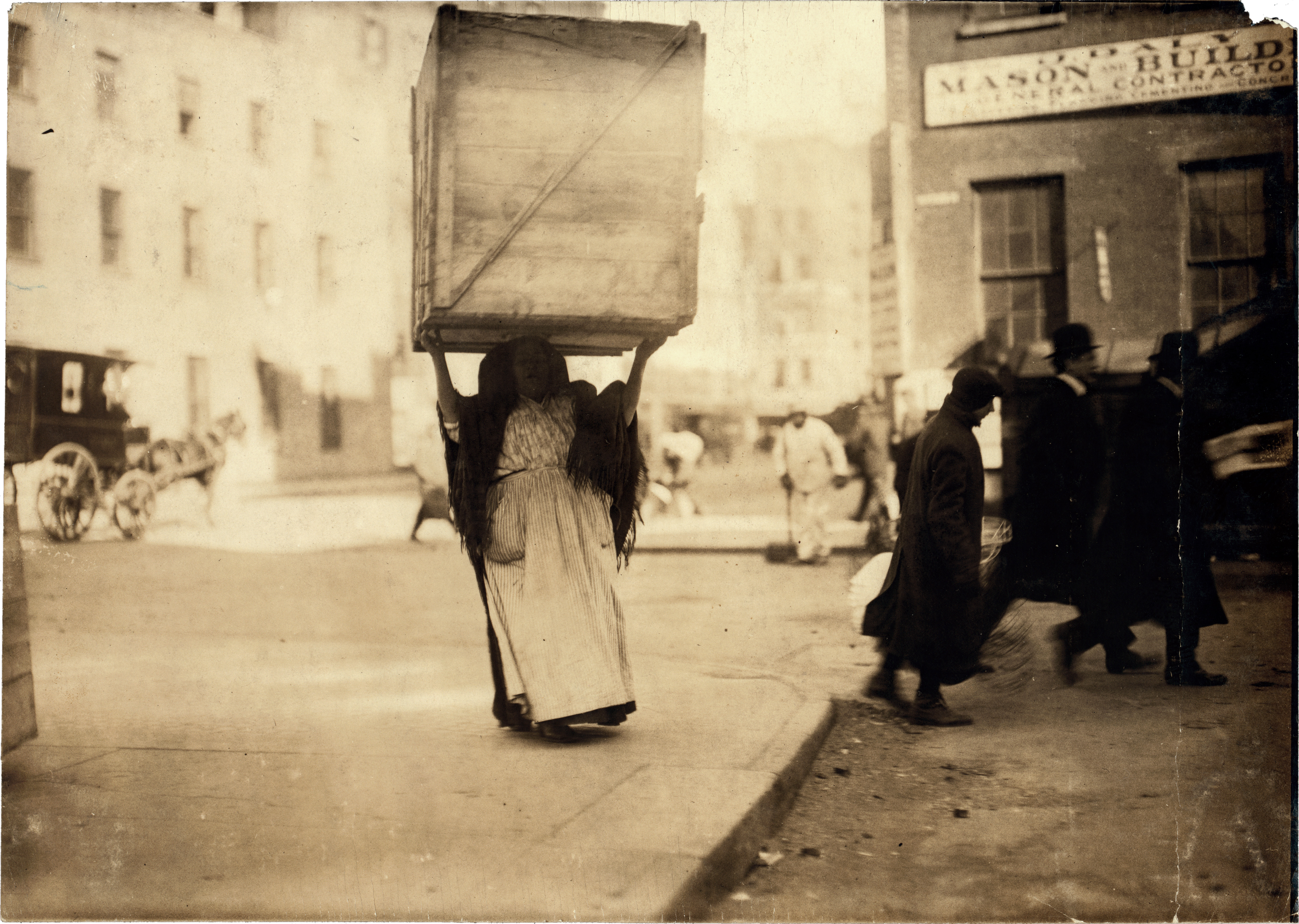
Italiaanse vrouw draagt de was, 1912
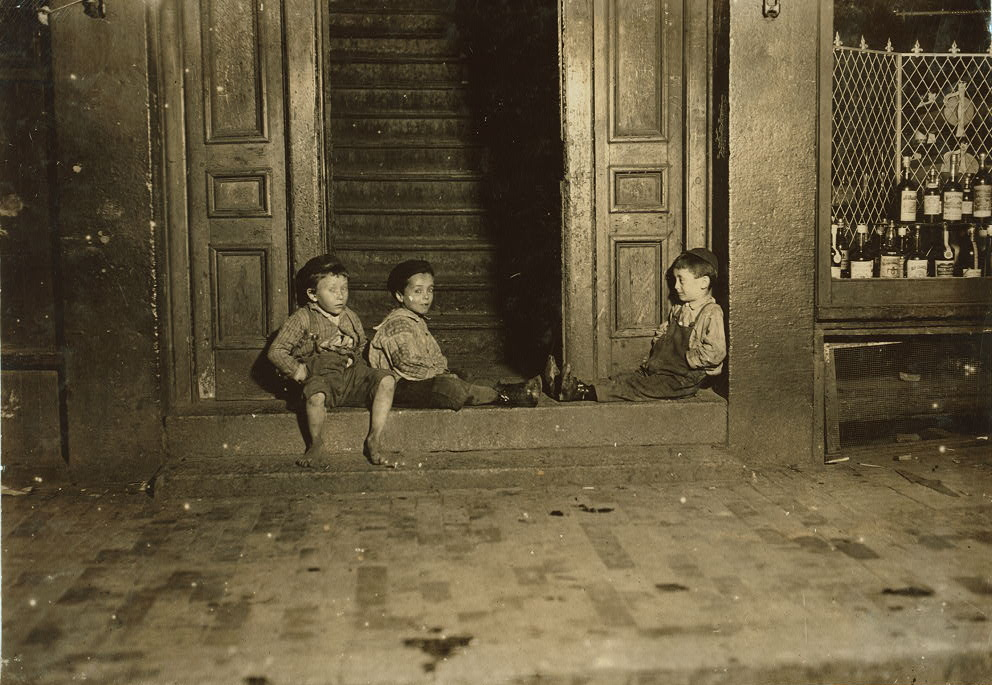
Straatjongens, laat op de avond, 1909
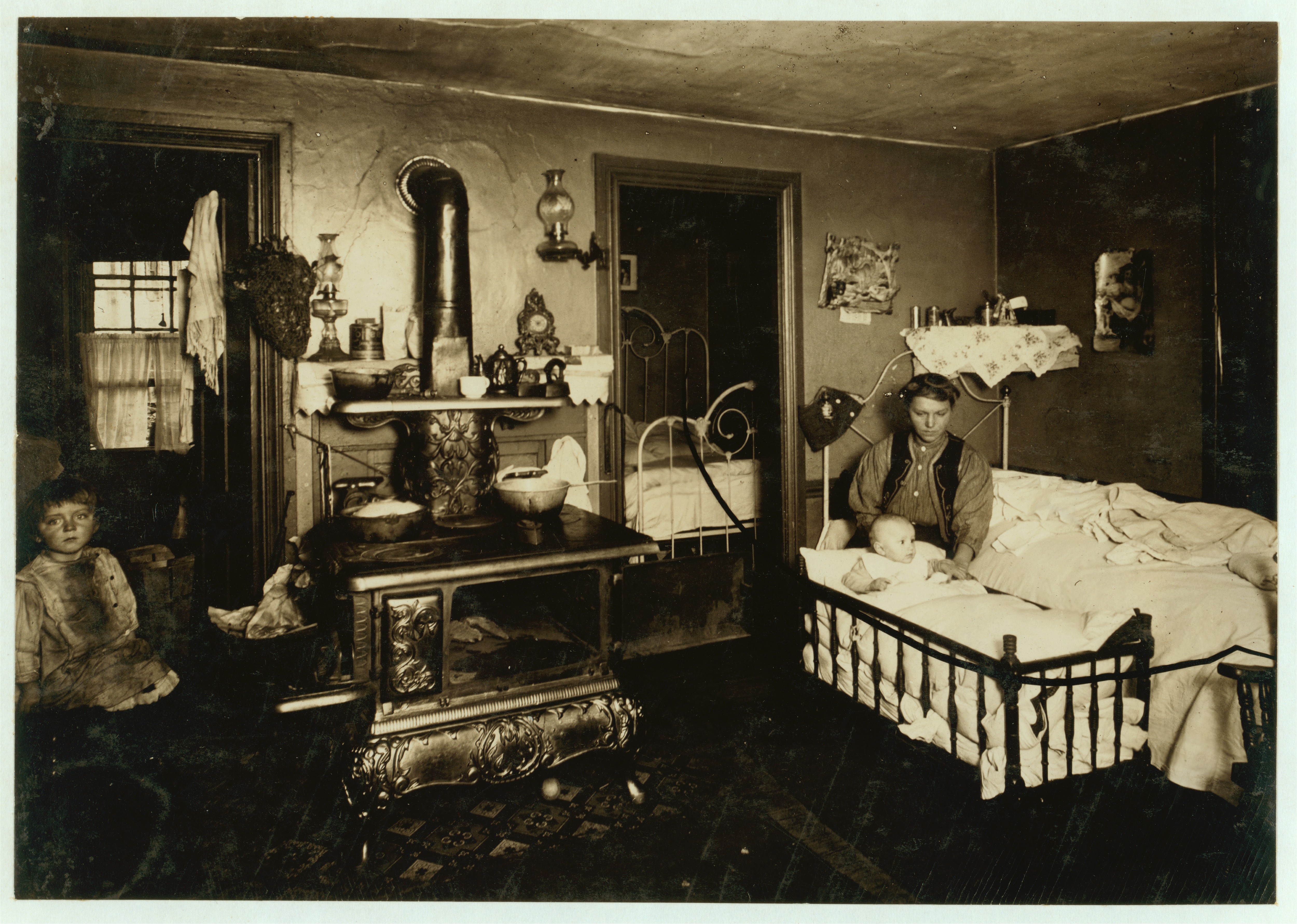
Thuis bij een arbeidersfamilie bij de katoenmolen, 1912